# Анета Дадешкелиани
Анета Дадијани Дадешкелијани (1872 – 1922) била је грузијска песникиња, просветитељка и социјални реформатор. Њена поезија је објављивана у савременим часописима. Заједно са својим мужем, Јансугом Дадешкелианијем, настојала је да побољша животе сељака. Била је активни члан Друштва за ширење писмености међу Грузијцима.

## Биографија
Рођена 1872. године у Јвари, Анета Дадиани изгубила је мајку као још веома млада. Због тога, васпитао ју је њен ујак, песник Акаки Церетели. Године 1888. удала се за Јансуга Дадешкелинија, из кнежевске куће Дадешкелиани. Њихова два сина су погинула у Првом светском рату.
Пратећи стопе свог стрица, писала је песме које су објављиване у часописима и новинама. Играјући активну улогу у социјалном раду, промовисала је писменост међу сељаштвом Самегрела и Сванетија док је учествовала у Друштву за ширење писмености међу Грузијцима.
Након што је подржала школу у Ецерију коју је основао Татаркан Дадешкелиани, њен зет, отворила је малу основну школу у својој резиденцији у Јванију, снажно промовишући грузијски језик.
Анета Дадијани-Дадешкелијани је умрла 1922. године, завештавши део свог имања Друштву за ширење писмености међу Грузијцима.